# Ana Paula Vázquez
Ana Paula Vázquez (Ramos Arizpe, Coahuila, 5 de octubre de 2000) es una arquera mexicana. Integró la delegación mexicana en los Juegos Olímpicos de París 2024,siendo medallista de bronce en dicha justa en tiro por equipos.

## Biografía
Empezó con arco compuesto, pero después de ganar el oro en la Olimpiada Nacional 2014 se cambió al arco recurvo.
En los XXIII Juegos Centroamericanos y del Caribe, celebrados en Barranquilla (Colombia) en 2018 se trajo el oro en la prueba de arco recurvo por equipos con Aída Román y Alejandra Valencia al lograr 172 puntos (59 en el primer set; en el segundo 56 y en el tercero 57) superando por 10 al equipo colombiano que sumó 162 unidades. Ese mismo año fue subcampeona de la Copa Mundial de Salt Lake y a finales de ese 2018, impuso récord en el XLV Campeonato Nacional de Tiro con Arco Bajo Techo, convocado por la Federación Mexicana de Tiro con Arco, al sumar 597 puntos de un total de 600 posibles, marca que es superior al récord mundial en manos de la coreana Ryoo Su Jung, con puntaje de 595 aunque no fue registrado como marca oficial pues el evento no está avalado por la Federación Internacional.
En 2019 ganó plata en el mundial sub-21 de Madrid.
En 2021, en la Copa del Mundo de Tiro con Arco que se celebra en Guatemala, logró en arco recurvo 680 de 720 puntos posibles. En ese mismo evento, en la especialidad “Hyundai Etapa 3”, obtuvo la medalla de plata por equipos en su participación con las arqueras Alejandra Valencia y Aída Román. Con ese mismo equipo, en las Olimpiadas de Tokio 2020 llegó a cuartos de final. En la competencia individual, Vázquez fue eliminada en las eliminatorias por la brasileña Ane Marcelle dos Santos.
En el año 2024 recibió comentarios negativos en la red social TikTokcuando hizo una broma con sus padres sobre el estado de Tlaxcala replicando un meme de internet conocido como «Tlaxcala no existe».

### Juegos Olímpicos de París 2024
En su preparación en 2022 Vázquez sufrió una lesión en un hombro que tuvo que ser operada. Debido a la recuperación, perdió la oportunidad de participar en los XXIV Juegos Centroamericanos y del Caribe y los Juegos Panamericanos de 2023. No obstante la lesión, obtuvo su clasificación a París 2024 en marzo de ese año en el Selectivo Nacional 2024 ocurrido en la Ciudad de México.
Ya en la competencia olímpica, obtuvo una medalla de bronce en la competencia por equipos junto a Ángela Ruiz y Alejandra Valencia al vencer a Gaby Schloesser, Quinty Roeffen y Laura van der Winkel de Países Bajos. 